# 明治改暦

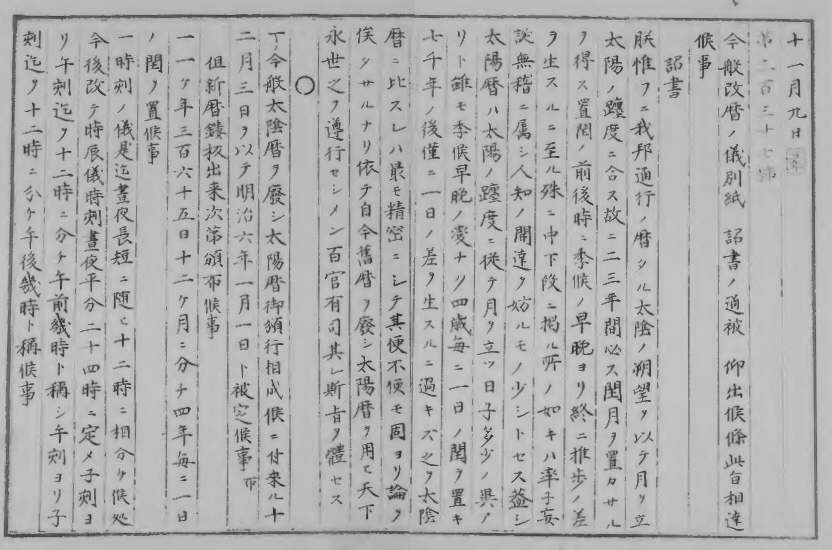
「改暦の詔書」

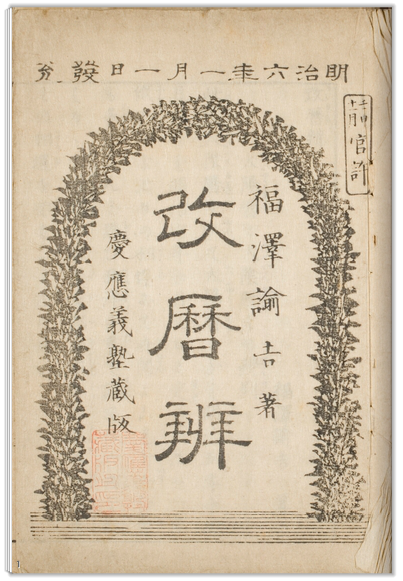
福沢諭吉著『改暦弁』初版

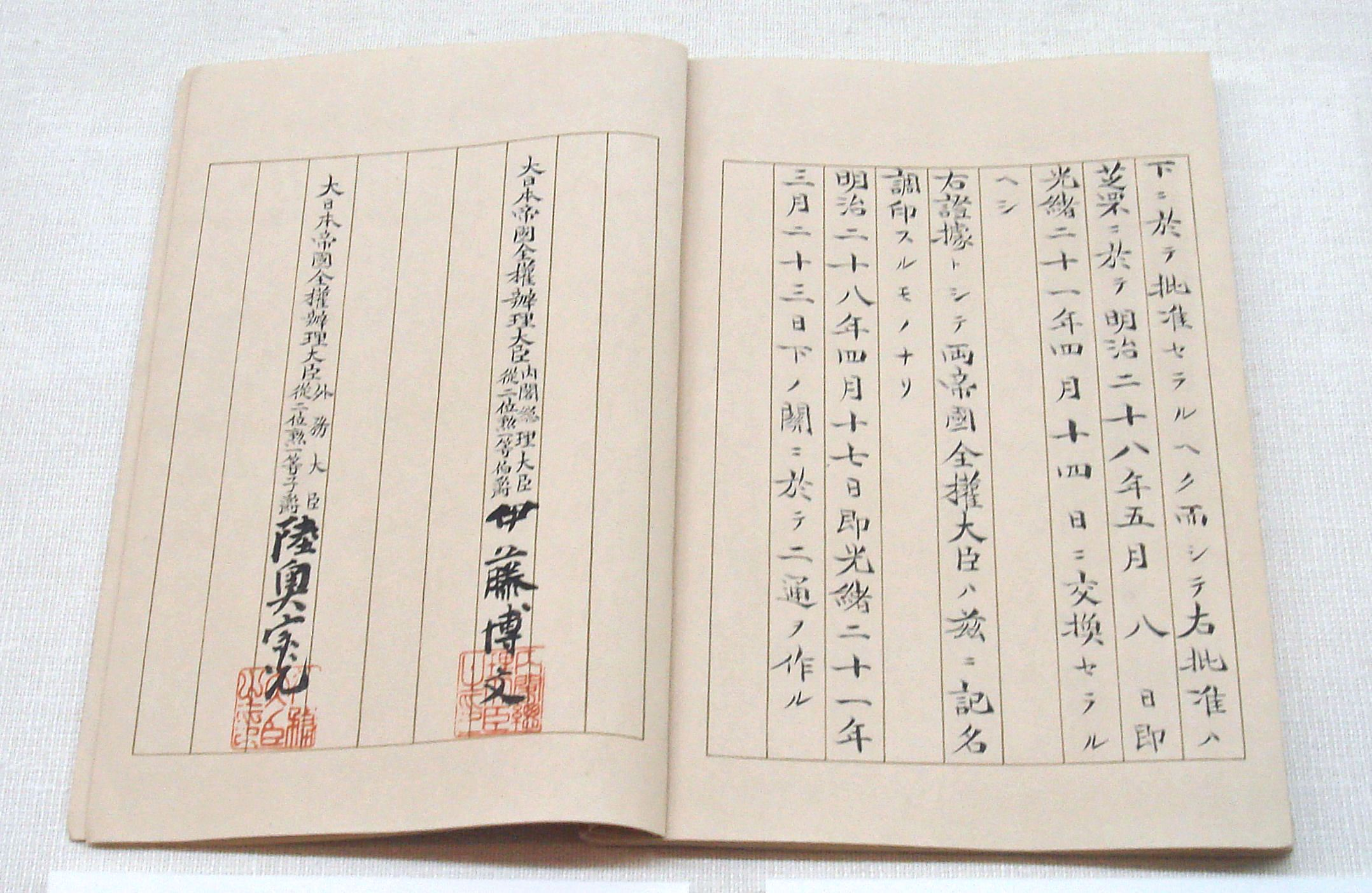
西暦1895年に締結された下関条約の調印書。見開き右頁の最後に記された締結日は、既にグレゴリオ暦を導入していた日本の日付が「明治二十八年四月十七日」となっているのに対し、太陰太陽暦の時憲暦を使用していた清国の日付は「光緒二十一年三月二十三日」となっている。

明治改暦（めいじかいれき）は、明治時代に日本で実施された改暦。天保暦の廃止及び太陽暦の導入、定時法と24時制の導入を内容とする改暦の布告による。改暦後、日本では導入した太陽暦を新暦、従前の太陰太陽暦・天保暦を旧暦と呼ぶようになった。
改暦の布告では、併せて時刻の扱いを不定時法から定時法に改めるとともに、1日を24時間に分け、午前と午後で時刻を表す12時制を導入した。

## 概要
日本では、ほぼ西暦1872年に当たる明治5年11月9日、「太陰暦ヲ廃シ太陽暦ヲ頒行ス」（通称：改暦ノ詔書並太陽暦頒布）とする改暦ノ布告（明治5年太政官布告第337号）を布告した。
この布告では、明治5年12月2日（1872年12月31日）をもって太陰太陽暦（天保暦）を廃止し、翌・明治6年（1873年）から太陽暦を採用すること、「來ル十二月三日ヲ以テ明治六年一月一日ト被定候事」として、グレゴリオ暦1873年1月1日に当たる明治5年12月3日を改めて明治6年1月1日とすることなどを定めた。したがって、明治5年まで使用されていた天保暦は、明治6年以降は旧暦となった。
改暦実施以後、日本暦とグレゴリオ暦の暦日（日付）が一致するようになった。
尚、布告には「太陽暦」に改暦すると述べられているがグレゴリオ暦と明記していない。しかし、岡田芳朗が分析したように、当時、政府が示した「太陽暦」での祝祭日の日付は原則としてグレゴリオ暦に拠っていたことが分かっている。特に、紀元節・神武天皇祭および「太陽暦」で月日が7月24日以降となる(置閏パターンを確認するに十分な)直近の連続した15世紀分の歴代天皇祭の日付は、「改暦の詔書」と同じく太政官布告(明治6年第258号および第344号)により周知された。よって、改暦の布告を含めたこれら3つの太政官布告に拠ってグレゴリオ暦への改暦と特定できる。
このため、明治5年の改暦の布告に従って明治6年（西暦1873年）1月1日が日本のグレゴリオ暦導入の日とされる（en:List of adoption dates of the Gregorian calendar by country）。
改暦の布告と、「閏年ニ關スル件」は日本における暦と時刻の法的な根拠となっている。

## 背景と影響
天保15年1月1日（1844年2月18日）に寛政暦から改暦された天保暦は明治維新後も使われ続けていた。この頃、編暦・頒暦といった暦の権限を独占していた陰陽頭・土御門晴雄が、洋学者の間で高まりつつあった太陽暦の導入の動きに反対して新しい太陰太陽暦への改暦を計画し朝廷から許可を取り付けていたものの、明治2年に晴雄が急逝し沙汰止みとなった。晴雄の養孫が土御門家を継承するがまだ幼少で実権を握れず、暦に関する権限を失った。
明治5年11月初旬（西暦1872年12月初旬）に太政官権大外史塚本明毅により太陽暦への改暦が建議され、程なく改暦ノ布告が出されることとなった。

### 改暦断行の理由
建議から時を置かずに改暦の布告が出され、1ヶ月も間を空けずに性急な新暦導入が行われた理由として、明治政府の財政状況が逼迫していたことが挙げられる。
当時参議であった大隈重信の回顧録『大隈伯昔日譚』によれば、官吏への報酬を月給制に移行したばかりのところ、旧暦のままでは翌明治6年は閏月（閏6月）があり、以後も閏月がある年は1年間に報酬を13回支給しなければならない。これに対して、新暦を導入してしまえば閏月はなくなり、毎年12か月分の支給で済ませられる。また、明治5年については、12月は2日しかないことを理由に支給を免れ、結局月給の支給は11か月分で済ますことができる。
また、当時は1、6のつく日を休業とする習わしがあり、これに節句、大祭祝日、寒暑の休暇などの休業を加えると年間の約4割は休業日となる計算であったが、新暦導入を機に週休制に改めることで、休業日を毎週日曜日に限り年間50日余りに減らすことができる。

### 影響
改暦ノ布告は年も押し迫った明治5年11月9日（グレゴリオ暦1872年12月9日）に公布され、その23日後には新しい暦の正月となり、社会的な混乱をきたした。それまで暦の販売権をもつ弘暦者は例年10月1日に翌年の暦を発売しており、明治5年に弘暦者が結成した頒暦商社が、同年10月1日より明治6年の暦の販売を開始していた。急な改暦によって従来の暦は返本され、また急遽新しい暦を作ることになり、弘暦者は甚大な損害をこうむることになった。
福澤諭吉は風邪で臥せっていたが、太陽暦改暦の決定を聞くと直ちに『改暦弁』を著して、改暦の正当性を論じた。太陽暦施行と同時の1873年（明治6年）1月1日付けで慶應義塾蔵版で刊行されたこの書は大いに売れて、内務官僚の松田道之に宛てた福澤の書簡（1879年（明治12年）3月4日付）には、この出来事を回想して「忽ち10万部が売れた」と記している。
巷間では、明治5年の歳末の書き入れ時が突然無くなり、商店の売り上げに大きく響いたという。

## 改暦の布告
改暦の布告では、精度の高い太陽暦の導入、不定時法から定時法への移行などが定められている。
改暦の布告と、後述の「閏年ニ關スル件」は今日でも有効であり、日本における暦と時刻の法的な根拠となっている。

### 太陽暦の導入
布告の前文のなかで、太陽暦の特長として、暦の1年が季節に対して7000年にわずか1日の誤差を生じるのみであることを挙げ、その精度の優秀さを謳っていた。
明治改暦で採用された太陽暦の暦法の要点は、次のとおり。
- 1年を365日12か月に分ける
- 4年ごとに１日の閏を置く（平年は365日、閏年は366日）
- 12暦月の日数および大小は次表の通り（太陰太陽暦では月の大小は定まらないが太陽暦では固定）

| 暦月 | 1月 | 2月           | 3月 | 4月 | 5月 | 6月 | 7月 | 8月 | 9月 | 10月 | 11月 | 12月 |
| ---- | --- | ------------- | --- | --- | --- | --- | --- | --- | --- | ---- | ---- | ---- |
| 日数 | 31  | 平年28 閏年29 | 31  | 30  | 31  | 30  | 31  | 31  | 30  | 31   | 30   | 31   |
| 大小 | 大  | 小            | 大  | 小  | 大  | 小  | 大  | 大  | 小  | 大   | 小   | 大   |

また、祭典などについては、従来の行事の日程をそのまま新暦の日付にあてはめて実施することとされた。

### 定時法の導入
時刻については、これまでの不定時法から定時法に改め、今日の1日を24時とし、午前と午後で時刻を表す12時制を導入し、時刻の呼称を改めた。
- 時刻ノ儀是迄晝夜長短ニ隨ヒ十二時ニ相分チ候處今後改テ時辰儀時刻晝夜平分二十四時ニ定メ子刻ヨリ午刻迄ヲ十二時ニ分チ午前幾時ト稱シ午刻ヨリ子刻迄ヲ十二時ニ分チ午後幾時ト稱候事
- 時鐘ノ儀來ル一月一日ヨリ右時刻ニ可改事  但是迄時辰儀時刻ヲ何字ト唱來候處以後何時ト可稱事

（これまで時間は昼夜の長さに応じて12等分していたが、今後は昼夜を均等に24時間に分けることとし、子の刻（真夜中）から午の刻（正午）までを12等分して午前何時と呼び、午の刻から子の刻までを12等分して午後何時と呼ぶこととする。
　時計の制度については、来たる1月1日から上記の通りとし、時刻を『何字』と言ったものを『何時』と言う様に改める。）
改暦以前は時刻の基準を日の出と日没におき、昼間を卯・辰・巳・午・未・申・酉に、夜を酉・戌・亥・子・丑・寅・卯に分け、季節によって昼夜の時間が変化するのに沿って時刻も変化した。改暦以降は、日の出・日没を時刻の基準とせず、正子（真夜中）から翌日正子までを24等分し、季節にかかわらず時刻は一定になった。尚、正子は午後12時でかつ午前零時であり前後両日に属し、正午は午前12時であり午前に属する。よって、正子から正午については「午前〇時」、正午を越えて正子までは「午後〇時」と表す。

### 精度の議論
布告の前文に太陽暦の精度の根拠として「七千年ノ後僅ニ一日ノ差ヲ生スルニ過キス」とある。これを、起草者の塚本明毅が天文書『遠西観象図説』の誤りをそのまま引き写したものとする説もあったが、塚本明毅が平均太陽年を365日5時間48分45秒と認識していたことが分かって否定された:183。
もともと、ユリウス暦からグレゴリオ暦への改暦は、ずれてしまった春分を3月21日に戻すため日付をとばし、将来新たなずれが蓄積しないように閏日の回数を調整したものであった。調整の残差は、平均太陽年ではなく(その定義のとおり)春分回帰年との差で見積もられ、19世紀半ば時点では実際に約7000年に1日となる:3。よって、「七千年」を概数とみなせば(塚本明毅の認識の如何に関わらず)誤りでない選択肢のひとつである。ただし、この約7000年に1日というずれのペースは『遠西観象図説』と無関係に導出可能な天文学的事実であり、かつ、7200年(『遠西観象図説』)と7000年(塚本明毅)という年数が類似であって一致ではないことから、『遠西観象図説』と塚本明毅を再度関連付ける根拠とするには足りない。
尚、グレゴリオ暦で平均太陽年を基準として1日の誤差が蓄積されるのに要する年数は約3221年である。
また、平均太陽年が365.242189572日であるのに対し、グレゴリオ暦の太陽年の日数は365.2425日であるが、天保暦の太陽年は、天文学者の平山清次の計算によれば365.24223日であり、天保暦の方がグレゴリオ暦より精度が高い。

## 置閏法明文化
改暦の布告には、具体的にどの年に閏を置くか定義がないが、次いでなされた関連する太政官布告を参照せず、改暦の布告と改暦の布告以降の閏年が明治9年から4年ごとであったことのみを組み合わせて明治33年（西暦1900年）が閏年になると類推する誤解が生じ得た。そこで、西暦1898年（皇紀2558年・明治31年）5月11日に、改めて勅令「閏年ニ關スル件」（明治31年勅令第90号）を出して、置閏法のアルゴリズムを、日本行用の暦として太陰太陽暦時代を含め初めて公に明文化し、置閏法がグレゴリオ暦と同じであることをアルゴリズムで明示した。
閏年ニ關スル件（明治31年勅令第90号）
神武天皇即位紀元年數ノ四ヲ以テ整除シ得ヘキ年ヲ閏年トス
但シ紀元年數ヨリ六百六十ヲ減シテ百ヲ以テ整除シ得ヘキモノノ中更ニ四ヲ以テ商ヲ整除シ得サル年ハ平年トス
（皇紀の年数が4で割り切れる年を閏年とする。
　但し皇紀の年数から660を引いた値を100で割り切れるが、その商を更に4では割り切れない年は平年とする。）
この勅令では、神武天皇即位紀元（皇紀）年数を参照して閏年か平年かを判別している。まず、4年に1回の閏年となる年が「神武天皇即位紀元年數ノ四ヲ以テ整除シ得ヘキ年ヲ閏年トス」と明示された。また、100で割れるが400で割れない年を平年とする規定も置かれ、その判別は、皇紀自体から660を引いた値、すなわち同年のキリスト紀元と同じ数を手がかりとしており、グレゴリオ暦と同じ置閏法となる。通例、毎年の暦はその前年に周知される。この勅令は、日本で太陽暦を導入してから初めての「紀元年數 ヨリ六百六十ヲ減シテ百ヲ以テ整除シ得ヘキモノノ中更ニ四ヲ以テ商ヲ整除シ得サル年」である皇紀2560年、すなわち西暦1900年（明治33年）に対して、さらにもう１年前倒しで公布された。
改暦の布告から勅令を出すに至る経過に対しては、異論もあった。布告に先立ち明治5年11月5日付けで市川斎宮による建白書が政府に提出されているところ、その暦法の提案で例示された平閏は、神武天皇即位紀元年数が100で割り切れるが、400で割った余りが200にならない年は平年とするアルゴリズムに相当するものであった。この置閏法では、グレゴリオ暦と異なり、西暦1900年は閏年になる。このような事情から、政府はグレゴリオ暦の置閏法を正確に把握していなかったのではなく、特別の平年をいつにすべきかの議論を先延ばししたのではないかとの指摘がされた。しかし、グレゴリオ暦と同じ置閏法と決していたことが概要に記述したとおり確認できる明治6年太政官布告第258号や第344号に本勅令に相当する文言が付記されなかったことから、「改暦の布告は置閏法のアルゴリズムを公に明文化したものにあたらず、かつ、置閏法が確定していてもその周知は不要」と政府が判断していたことが分かる。

## 改暦の経過
国立天文台暦計算室の暦Wikiの記事「明治以降の編暦」も参照のこと。
- 明治5年10月1日（1872年11月1日）：例年どおり、弘暦者（頒暦商社）により翌年の暦（旧暦）が全国で発売される。
  - 11月初旬（12月初旬）：太政官権大外史塚本明毅により建議される[14]。
  - 11月9日（12月9日）：「太陰暦ヲ廃シ太陽暦ヲ頒行ス」（明治5年太政官布告第337号、改暦ノ布告）を公布。突如として明治5年は12月2日で終了することが定められる。
  - 11月23日（12月23日）：太政官布告第359号で「来ル十二月朔日二日ノ両日今十一月卅日卅一日ト被定候」（12月1日および2日を11月30日および31日と定めた）とするも、翌24日付け太政官達書で取り消す。
  - 11月27日（12月27日）：太政官布達第374号により、「当十二月ノ分ハ朔日二日別段月給ハ不賜」（この12月の分は、1日・2日の2日あるが、別段月給を支給しない。）と、12月分の月給不支給が各省に通告される[15]。
  - 12月2日：天保暦を廃止。
- 1873年1月1日に当たる明治5年12月3日（旧暦）を明治6年1月1日（新暦）とする太陽暦への改暦（明治改暦）。
- 1873年（明治6年）1月12日：頒暦商社の損失補填のため、向こう3年間の暦販売権を認める。
- 1875年（明治8年）1月12日：頒暦商社の暦販売権を、1882年（明治15年）まで延長する。
- 1883年（明治16年）：本暦と略本暦が伊勢神宮から頒布される。
- 1898年（明治31年）5月11日：明治5年の改暦における置閏法の問題（明治33年（西暦1900年）がグレゴリオ暦と異なり閏年となってしまうと誤解される）を是正した勅令「閏年ニ關スル件」（明治31年勅令第90号）が公布される。
- 1910年（明治43年）：官暦の旧暦併記が消滅。
- 2033年：旧暦2033年問題（2033年の秋から翌2034年の春にかけて、旧暦の月名および閏月の配置が、天保暦本来のルールでは決定できない問題）

## 旧暦のその後
改暦までは本暦・略本暦に日の吉凶などを示す暦注や六曜が掲載されていたが、改暦以降は迷信として排除された。また、改暦後も暫くは、天保暦も官暦に「旧暦」として併記されていたが、明治43年（西暦1910年）からは掲載されなくなった。これに対し、旧暦や暦注、六曜を掲載した非公式のお化け暦が非合法ながら民間で頒布され、旧暦で祭事を行ったり、海事に従事する庶民に歓迎された。官暦以外の暦書（カレンダー）の頒布は昭和に至るまで非合法だったが、1946年よりカレンダーの頒布が自由化された。
明治期より帝国海軍水路部が天測暦他の必要から非公式に新暦旧暦の対照表を公表し、戦後はその業務を海上保安庁海洋情報部が引き継いでいたが、2010年（平成22年）を以って終了した。
今日では旧暦（天保暦）については、公的なメンテナンスがなされていない。しかし、国立天文台は、毎年2月に「暦要項」を官報に告示し、翌年の「二十四節気および雑節」、「朔弦望」を計算・提示しており、旧暦の「30日の大月、29日の小月」の設定、置閏の基準である「中気」の提示に相当する天文学データが公表されている。これを元に旧暦がほぼ自動的に定まり間接的ながら「公的」にメンテナンスが行われていることになる。このため、カレンダーの発行者により旧暦に違いが生ずることはない。
但し、西暦2033年には、天保暦の暦法では置閏法が破綻して月名・閏月が定まらなくなる旧暦2033年問題が起こる。